# Цирес, Алексей Германович
Алексей Германович Цирес (14 [26] апреля 1889, Москва — 3 сентября 1967, Москва) — советский искусствовед, философ, историк архитектуры. Кандидат искусствоведения.

## Биография
Родился 14 (26) апреля 1889 года в Москве. В 1907 году окончил 1-ю Московскую гимназию. После окончания в 1913 году историко-филологического факультета Московского университета был оставлен при университете для подготовки к профессорскому званию.
В 1913—1918 работал в Институте психологии при Московском университете. В 1921—1922 годах — в Институте научной философии (секция логики). С 1923 по 1929 год работал в Государственной академии художественных наук (ГАХН), где в 1924—1925 годах был заместителем председателя, а в 1925—1927 годах — председателем комиссии по изучению проблемы художественной формы при философском отделении. В 1927—1928 годах — председатель комиссии общего искусствоведения и эстетики при философском отделении ГАХН. В 1925—1939 годах работал редактором «Энциклопедического словаря Гранат». С 1934 года — заведующий кабинетом архитектуры Московского архитектурного института.
В 1941—1943 годах находился в эвакуации в городе Бузулуке Оренбургской области, где преподавал математику в школе № 6 имени А. С. Пушкина. В 1944 году вступил в Союз архитекторов СССР. В 1947 году получил учёную степень кандидата искусствоведения. С конца 1940-х годов до 1958 года работал старшим научным сотрудником в Институте истории и теории архитектуры СССР.
В 1910—1920-х годах занимался изучением методов психологии в обучении математике. В начале 1920-х годов вёл семинар по феноменологии на философском отделении МГУ. Занимался философией искусства. Автор ряда публикаций по архитектуре и искусству. В 1946 году опубликовал книгу «История архитектуры». Принимал участие в работе над многотомником «Всеобщая история архитектуры».
После выхода на пенсию в 1958 году продолжал работу в области теории и истории архитектуры и живописи.
Был близок с Г. Г. Шпетом. Знакомый семьи С. Я. Эфрона.
Жил в Москве по адресу: Большая Серпуховская улица, дом 17. Умер 3 сентября 1967 года.

## Сочинения
- К вопросу об очевидности математических положений // Георгию Ивановичу Челпанову от участников его семинариев в Киеве и Москве, 1891—1916. М., 1916.
- Язык портретного изображения // Искусство портрета. М., 1928.
- Феноменология // Энциклопедический словарь Гранат. Стб. 158—163. М., 1938. Т. 43.
- Проблема масштабности в архитектуре // Архитектура СССР. 1934, № 12.
- Капелла Пацци // Архитектура СССР. 1935, № 8.
- Архитектура Колизея. М. 1940.
- Искусство архитектуры. М., 1946.